# Glenn Close
Glenn Close (født 19. marts 1947) er en amerikansk skuespiller. I sin lange karriere har hun syv gange mellem 1983 og 2019 været nomineret blandt årets fem finalister til en Oscar, men endnu (2021) aldrig vundet. Ingen anden kvindelig skuespiller har så mange nomineringer uden at nå til tops.
Close modtog Oscarnomineringer for sine roller i Farlige forbindelser, Fatal Attraction, The Natural, The Big Chill, Verden ifølge Garp, Albert Nobbs og The Wife. Close er desuden en af USA's førende teaterskuespillere, hædret med tre Tony'er for bedste spil i hovedroller på Broadway (1984 for The Real Thing, 1992 for Death and the Maiden samt 1995 for musicalversionen af Sunset Boulevard).. Derudover har hun vundet tre Emmy'er for sit tv-arbejde samt tre Golden Globes for film eller tv.

## Filmografi
| År   | Titel                                             | Rolle                          | Noter                                        |
| ---- | ------------------------------------------------- | ------------------------------ | -------------------------------------------- |
| 2020 | Hillbilly Elegy                                   | "Mamaw" (Grandmother)          |                                              |
| 2017 | The Wife                                          | Joan Castleman                 |                                              |
| 2014 | Guardians of the Galaxy Vol. 2                    | Irani Rael                     |                                              |
| 2011 | Albert Nobbs                                      | Albert Nobbs                   | Også manuskript og producent                 |
| 2008 | Sunset Boulevard                                  | Norma Desmond                  |                                              |
| 2007 | Thérèse Raquin                                    | Madame                         |                                              |
| 2007 | Evening                                           | Mrs. Wittenborn                |                                              |
| 2005 | The Chumscrubber                                  | Carrie Johnson                 |                                              |
| 2005 | Nine Lives                                        | Maggie                         |                                              |
| 2005 | Hoodwinked                                        | Granny (voice)                 |                                              |
| 2004 | Heights                                           | Diana                          |                                              |
| 2004 | The Stepford Wives                                | Claire Wellington              |                                              |
| 2003 | Le Divorce                                        | Olivia Pace                    |                                              |
| 2003 | Roberto Benigni's Pinocchio                       | Blue Fairy (voice)             |                                              |
| 2001 | The Safety of Objects                             | Esther Gold                    |                                              |
| 2000 | 102 Dalmatians                                    | Cruella DeVil                  |                                              |
| 2000 | Things You Can Tell Just by Looking at Her        | Dr. Elaine Keener              |                                              |
| 1999 | Tarzan                                            | Kala (voice)                   |                                              |
| 1999 | Cookie's Fortune                                  | Camille Dixon                  |                                              |
| 1997 | In & Out                                          | Herself                        | Gæsteoptræden                                |
| 1997 | Air Force One                                     | Vice President Kathryn Bennett |                                              |
| 1997 | Paradise Road                                     | Adrienne Pargiter              |                                              |
| 1996 | Mars Attacks!                                     | First Lady Marsha Dale         |                                              |
| 1996 | 101 Dalmatinere                                   | Cruella de Vil                 |                                              |
| 1996 | Mary Reilly                                       | Mrs. Farraday                  |                                              |
| 1994 | The Paper                                         | Alicia Clark                   |                                              |
| 1993 | Åndernes hus                                      | Ferula Trueba                  |                                              |
| 1991 | Hook                                              | Pirate                         | Gæsteoptræden                                |
| 1991 | Meeting Venus                                     | Karin Anderson                 |                                              |
| 1990 | Hamlet                                            | Queen Gertrude                 |                                              |
| 1990 | Reversal of Fortune                               | Sunny von Bulow                |                                              |
| 1989 | Immediate Family                                  | Linda Spector                  |                                              |
| 1988 | Farlige forbindelser                              | Marquise Isabelle de Merteuil  |                                              |
| 1988 | Light Years                                       | Queen Ambisextra (voice)       | Filmens originale franske titel var Gandahar |
| 1987 | Fatal Attraction                                  | Alex Forrest                   |                                              |
| 1985 | Maxie                                             | Jan / Maxie                    |                                              |
| 1985 | Jagged Edge                                       | Teddy Barnes                   |                                              |
| 1984 | The Natural                                       | Iris Gaines                    |                                              |
| 1984 | The Stone Boy                                     | Ruth Hillerman                 |                                              |
| 1984 | Greystoke: The Legend of Tarzan, Lord of the Apes | Jane Porter (voice)            | Hun indtalte Andie MacDowell's replikker     |
| 1983 | The Big Chill                                     | Sarah Cooper                   |                                              |
| 1982 | Verden ifølge Garp                                | Jenny Fields                   |                                              |

## Arbejde for tv
- The Rules of the Game (1975)
- Too Far to Go (1979)
- Orphan Train (1979)
- The Elephant Man (1982)
- Something About Ameila (1984)
- Stones for Ibarra (1988)
- She'll Take Romance (1990)
- Sarah, Plain and Tall (1991)
- Skylark (1993)
- Serving in Silence: The Margarethe Cammermeyer Story (1995)
- In the Gloaming (1997)
- Sarah, Plain and Tall: Winter's End (1999)
- Baby (2000) (fortæller)
- The Ballad of Lucy Whipple (2001)
- South Pacific (2001)
- Will & Grace (2002)
- Brush with Fate (2003)
- The Lion in Winter (2003)
- Strip Search (2004)
- The Shield (2005)